# Fox Crime
Fox Crime – kanał telewizyjny, poświęconym przestępstwom i śledztwom sądowym. Prezentuje głównie seriale, filmy kryminalne, a także dokumenty dotyczące przestępstw, czyli programy detektywistyczne, audycje dokumentalne poruszające motywy, którymi kierowali się zbrodniarze, a także produkcje biograficzne poświęcone mafii.
Kanał Fox Crime jest już dostępny w Portugalii, Serbii, Chorwacji, Bułgarii, Włoszech, Rosji, Estonii, na Litwie i Łotwie.
Polski odpowiednikiem kanału Fox Crime jest zajmujący się również tą tematyką, kanał Sony Pictures Entertainment AXN Crime.